# Eredivisie 2014/15/Transfers zomer
Dit is een lijst van transfers uit de Nederlandse Eredivisie in de zomer van het jaar 2014, als voorbereiding op het seizoen 2014/15. Hierin staan alleen transfers die clubs uit de Eredivisie hebben voltooid.
De transferperiode duurt van 10 juni tot en met 1 september 2014. Deals mogen op elk moment van het jaar gesloten worden, maar de transfers zelf mogen pas in de transferperiodes plaatsvinden. Transfervrije spelers (spelers zonder club) mogen op elk moment van het jaar gestrikt worden.
| Speler                      | Nationaliteit         | Oude club                | Nieuwe club                 | Extra                                                  |
| --------------------------- | --------------------- | ------------------------ | --------------------------- | ------------------------------------------------------ |
| Patrick van Aanholt         | Nederland             | SBV Vitesse              | Sunderland AFC              | Was gehuurd van Chelsea FC                             |
| Anass Achahbar              | Nederland             | DSC Arminia Bielefeld    | Feyenoord                   | Terug van verhuur                                      |
| Krisztián Adorján           | Hongarije             | FC Groningen             | Novara Calcio               | Was gehuurd van Liverpool FC                           |
| Juan Agudelo                | Verenigde Staten      | FC Utrecht               | onbekend                    | Was gehuurd van Stoke City FC                          |
| Karim El Ahmadi             | Marokko               | Aston Villa FC           | Feyenoord                   |                                                        |
| Fahd Aktaou                 | Nederland             | sc Heerenveen            | Heracles Almelo             | Transfervrij, was verhuurd aan Almere City FC          |
| Rémy Amieux                 | Frankrijk             | RKC Waalwijk             | NAC Breda                   | Transfervrij                                           |
| Matthew Amoah               | Ghana                 | Heracles Almelo          | onbekend                    |                                                        |
| Stephan Andersen            | Denemarken            | Go Ahead Eagles          | FC Kopenhagen               | Was gehuurd van Real Betis                             |
| Djavan Anderson             | Nederland             | AFC Ajax                 | AZ                          | Circa € 200.000, -                                     |
| Vytautas Andriuškevičius    | Litouwen              | Djurgårdens IF           | SC Cambuur                  |                                                        |
| Jarchinio Antonia           | Nederland             | Go Ahead Eagles          | FC Groningen                | Circa € 200.000, -                                     |
| Samuel Armenteros           | Zweden                | Feyenoord                | Willem II                   | Doorverhuur door RSC Anderlecht                        |
| Norair Aslanyan             | Armenië               | Willem II                | Almere City FC              | Gehuurd                                                |
| Christian Atsu              | Ghana                 | SBV Vitesse              | Everton FC                  | Doorverhuur door Chelsea FC                            |
| Denni Avdić                 | Zweden                | AZ                       | Heracles Almelo             | Gehuurd                                                |
| Thomas Azevedo              | België                | Go Ahead Eagles          | Oud-Heverlee Leuven         | Terug van verhuur                                      |
| Otman Bakkal                | Nederland             | Feyenoord                | onbekend                    |                                                        |
| Jair Balrak                 | Nederland             | FC Dordrecht             | vv Capelle                  | Transfervrij                                           |
| Nacer Barazite              | Nederland             | AS Monaco                | FC Utrecht                  | Transfervrij                                           |
| Bilal Başacıkoğlu           | Nederland             | sc Heerenveen            | Feyenoord                   |                                                        |
| Kaan Baysal                 | Turkije               | PSV                      | Galatasaray SK              |                                                        |
| Roy Beerens                 | Nederland             | AZ                       | Hertha BSC                  |                                                        |
| Joey Belterman              | Nederland             | Heracles Almelo          | FC Den Bosch                | Transfervrij                                           |
| Fred Benson                 | Nederland             | PEC Zwolle               | FC Sheriff Tiraspol         | Transfervrij                                           |
| Marley Berkvens             | Nederland             | SBV Excelsior            | onbekend                    |                                                        |
| Tom Beugelsdijk             | Nederland             | ADO Den Haag             | FSV Frankfurt               | Transfervrij                                           |
| Marco Bizot                 | Nederland             | FC Groningen             | KRC Genk                    |                                                        |
| Aleksandar Bjelica          | Servië                | FC Utrecht               | Sparta Rotterdam            | Gehuurd                                                |
| Daley Blind                 | Nederland             | AFC Ajax                 | Manchester United FC        |                                                        |
| Robert Braber               | Nederland             | RKC Waalwijk             | Willem II                   |                                                        |
| Kevin Brands                | Nederland             | Willem II                | FC Volendam                 | Gehuurd, was verhuurd aan Telstar                      |
| Bart van Brakel             | Nederland             | SC Cambuur               | -                           | Gestopt                                                |
| Wout Brama                  | Nederland             | FC Twente                | PEC Zwolle*                 | Transfervrij                                           |
| Kingsley Boateng            | Italië                | AC Milan                 | NAC Breda                   | Transfervrij                                           |
| Ilan Boccara                | Nederland             | Évian Thonon Gaillard FC | AFC Ajax                    | Terug van verhuur                                      |
| Boldizsár Bodor             | Hongarije             | NAC Breda                | onbekend                    |                                                        |
| Diederik Boer               | Nederland             | PEC Zwolle               | AFC Ajax                    |                                                        |
| Nick de Bondt               | Nederland             | AFC Ajax                 | Go Ahead Eagles             | Transfervrij                                           |
| Branco van den Boomen       | Nederland             | AFC Ajax                 | FC Eindhoven                | Transfervrij                                           |
| Mirco Born                  | Duitsland             | FC Twente                | Hertha BSC                  | Transfervrij, was verhuurd aan FC Viktoria Köln 1904   |
| Sander Boschker             | Nederland             | FC Twente                | -                           | Gestopt                                                |
| Khalid Boulahrouz           | Nederland             | Brøndby IF               | Feyenoord                   | Transfervrij                                           |
| Daan Bovenberg              | Nederland             | Clubloos                 | SBV Excelsior               |                                                        |
| Robert van Boxel            | Nederland             | SC Cambuur               | Sparta Rotterdam            | Terug van verhuur                                      |
| Ruud Boymans                | Nederland             | AZ                       | FC Utrecht                  | Was verhuurd aan Willem II                             |
| Jordy Buijs                 | Nederland             | NAC Breda                | sc Heerenveen               | Transfervrij                                           |
| Dave Bulthuis               | Nederland             | FC Utrecht               | 1. FC Nürnberg              |                                                        |
| Kees van Buuren             | Nederland             | Willem II                | Sparta Rotterdam            |                                                        |
| Robin Buwalda               | Nederland             | ADO Den Haag             | VVV-Venlo                   | Gehuurd                                                |
| Jerson Cabral               | Nederland             | FC Twente                | Willem II                   | Gehuurd, was verhuurd aan ADO Den Haag                 |
| Bram Castro                 | België                | MVV Maastricht           | Heracles Almelo             | Transfervrij                                           |
| Alexander Christovão        | Angola                | SC Cambuur               | Recreativo do Libolo        | Transfervrij                                           |
| Angelo Cijntje              | Nederland             | FC Groningen             | ACV                         | Transfervrij                                           |
| Boris Cmiljanic             | Montenegro            | FK Budućnost Podgorica   | PSV                         |                                                        |
| Tim Coremans                | Nederland             | SC Cambuur               | ADO Den Haag                | Transfervrij                                           |
| Gino Coutinho               | Nederland             | ADO Den Haag             | SBV Excelsior*              | Transfervrij                                           |
| Aleksandar Damčevski        | Macedonië             | Tsjernomorets Boergas    | NAC Breda                   | Transfervrij                                           |
| Alessandro Damen            | Nederland             | VV De Meern              | SBV Excelsior               | Transfervrij                                           |
| Thomas Dalgaard             | Denemarken            | Viborg FF                | sc Heerenveen               |                                                        |
| Brahim Darri                | Nederland             | BV De Graafschap         | SBV Vitesse                 | Terug van verhuur                                      |
| Abiola Dauda                | Nigeria               | Rode Ster Belgrado       | SBV Vitesse                 | Circa € 500.000, -                                     |
| Jason Davidson              | Australië             | Heracles Almelo          | West Bromwich Albion        |                                                        |
| Maxim Deckers               | België                | Willem II                | RKC Waalwijk                | Gehuurd, was verhuurd aan FC Oss                       |
| Jordy van Deelen            | Nederland             | Feyenoord                | FC Dordrecht                | Transfervrij, was al gehuurd                           |
| Rick Dekker                 | Nederland             | Feyenoord                | PEC Zwolle                  | Transfervrij                                           |
| Matthieu Delpierre          | Frankrijk             | FC Utrecht               | Melbourne Victory           | Transfervrij                                           |
| Timothy Derijck             | België                | PSV                      | ADO Den Haag                | Was verhuurd aan FC Utrecht                            |
| Dennis Dengering            | Nederland             | PSV                      | Fortuna Sittard             | Transfervrij                                           |
| Leon van Dijk               | Nederland             | Heracles Almelo          | HSC '21                     | Transfervrij                                           |
| Mitchell Dijks              | Nederland             | AFC Ajax                 | Willem II                   | Was verhuurd aan sc Heerenveen                         |
| Christian Dorda             | Duitsland             | FC Utrecht               | KVC Westerlo                | Transfervrij                                           |
| Luka Đorđević               | Montenegro            | FC Twente                | UC Sampdoria                | Was gehuurd van FK Zenit Sint-Petersburg               |
| Wouter Dronkers             | Nederland             | FC Twente                | SBV Vitesse                 | Transfervrij                                           |
| Sander Duits                | Nederland             | RKC Waalwijk             | Go Ahead Eagles             | Transfervrij                                           |
| Tim Eekman                  | Nederland             | SBV Excelsior            | BVV Barendrecht             | Transfervrij                                           |
| Mark Engberink              | Nederland             | FC Twente                | Heracles Almelo             | Transfervrij                                           |
| Malcolm Esajas              | Nederland             | ADO Den Haag             | RKC Waalwijk                | Gehuurd                                                |
| Erik Falkenburg             | Nederland             | AZ                       | NAC Breda                   | Transfervrij, was verhuurd aan Go Ahead Eagles         |
| Samir Fazli                 | Macedonië             | sc Heerenveen            | FC Wil                      | Transfervrij                                           |
| Oliver Feldballe            | Denemarken            | SC Cambuur               | Sarpsborg 08 FF             |                                                        |
| Dimitrios Ferfelis          | Griekenland           | TuS Koblenz              | PEC Zwolle                  | Transfervrij                                           |
| Daniel Fernandes            | Portugal              | FC Twente                | APS Panthrakikos            | Gehuurd, was verhuurd aan OFI Kreta                    |
| Guyon Fernandez             | Nederland             | Feyenoord                | onbekend                    | Was verhuurd aan PEC Zwolle                            |
| Alfreð Finnbogason          | IJsland               | sc Heerenveen            | Real Sociedad               | Circa € 8.000.000, -                                   |
| Mark-Jan Fledderus          | Nederland             | Roda JC Kerkrade         | Heracles Almelo             | Transfervrij                                           |
| Maarten de Fockert          | Nederland             | Feyenoord                | sc Heerenveen               | Transfervrij                                           |
| Michel Gerritsen Mulkes     | Nederland             | Go Ahead Eagles          | Excelsior '31               | Transfervrij                                           |
| Tim Gilissen                | Nederland             | NAC Breda                | -                           | Gestopt                                                |
| Paul Gladon                 | Nederland             | FC Dordrecht             | Sparta Rotterdam            | Terug van verhuur                                      |
| Joey Godee                  | Nederland             | Go Ahead Eagles          | Cercle Brugge               | Terug van verhuur                                      |
| Giovano Gödeken             | Nederland             | FC Dordrecht             | SteDoCo                     | Transfervrij                                           |
| Peter Gommeren              | Nederland             | NAC Breda                | onbekend                    |                                                        |
| John Goossens               | Nederland             | Feyenoord                | FC Pune City*               | Transfervrij                                           |
| Coen Gortemaker             | Nederland             | FC Twente                | Heracles Almelo             |                                                        |
| Donny Gorter                | Nederland             | AZ                       | Aalborg BK                  | Gehuurd                                                |
| Ninos Gouriye               | Nederland             | ADO Den Haag             | SBV Excelsior               | Gehuurd                                                |
| Jeremy de Graaf             | Nederland             | SC Cambuur               | SV Spakenburg               | Transfervrij                                           |
| Giovanni Gravenbeek         | Nederland             | PEC Zwolle               | N.E.C.                      | Transfervrij                                           |
| Danzell Gravenberch         | Nederland             | AFC Ajax                 | FC Universitatea Cluj       | Was verhuurd aan N.E.C.                                |
| Andrés Guardado             | Mexico                | Valencia CF              | PSV                         | Gehuurd                                                |
| Cedric van der Gun          | Nederland             | FC Utrecht               | onbekend                    |                                                        |
| Jóhann Berg Guðmundsson     | IJsland               | AZ                       | Charlton Athletic FC        | Transfervrij                                           |
| Ricky van Haaren            | Nederland             | ADO Den Haag             | FC Dordrecht                | Gehuurd                                                |
| Anouar Hadouir              | Nederland             | NAC Breda                | Moghreb Athletic Tétouan    | Transfervrij                                           |
| Warner Hahn                 | Nederland             | FC Dordrecht             | Feyenoord                   | Transfervrij, meteen verhuurd aan PEC Zwolle           |
| Mohamed Hamdaoui            | Nederland             | SBV Vitesse              | FC Dordrecht                | Gehuurd                                                |
| Martin Hansen               | Denemarken            | FC Nordsjælland          | ADO Den Haag                |                                                        |
| Ridgeciano Haps             | Nederland             | Go Ahead Eagles          | AZ                          | Terug van verhuur                                      |
| Mickey van der Hart         | Nederland             | AFC Ajax                 | Go Ahead Eagles             | Gehuurd                                                |
| Mike Havenaar               | Japan                 | SBV Vitesse              | Córdoba CF                  | Transfervrij                                           |
| Menno Heerkes               | Nederland             | sc Heerenveen            | Heracles Almelo             | Transfervrij                                           |
| Erik Heijblok               | Nederland             | AZ                       | FC Volendam                 | Transfervrij                                           |
| Rick Hemmink                | Nederland             | FC Twente                | Heracles Almelo             | Transfervrij                                           |
| Giovanni Hiwat              | Nederland             | PEC Zwolle               | Sparta Rotterdam            | Transfervrij                                           |
| Danny Hoesen                | Nederland             | AFC Ajax                 | FC Groningen                | Circa € 800.000, -, was verhuurd aan PAOK Saloniki     |
| Thijs van Hofwegen          | Nederland             | FC Utrecht               | N.E.C.                      | Transfervrij                                           |
| Danny Holla                 | Nederland             | ADO Den Haag             | Brighton & Hove Albion FC   | Transfervrij                                           |
| Tim Hölscher                | Duitsland             | FC Twente                | Chemnitzer FC               | Gehuurd                                                |
| Thomas Horsten              | Nederland             | PSV                      | SS Cavese 1919*             | Transfervrij                                           |
| Xander Houtkoop             | Nederland             | Go Ahead Eagles          | ADO Den Haag                | Transfervrij                                           |
| Mats van Huijgevoort        | Nederland             | Feyenoord                | FC Den Bosch                | Transfervrij, was verhuurd aan Willem II               |
| Guus Hupperts               | Nederland             | Roda JC Kerkrade         | AZ                          |                                                        |
| Lars Hutten                 | Nederland             | SBV Excelsior            | Helmond Sport               | Gehuurd                                                |
| Nikolaos Ioannidis          | Griekenland           | Olympiakos Piraeus       | PEC Zwolle                  | Gehuurd voor 2 seizoenen                               |
| Nicolas Isimat-Mirin        | Frankrijk             | AS Monaco                | PSV                         | Gehuurd                                                |
| Dino Islamovic              | Zweden                | Fulham FC                | FC Groningen                | Transfervrij                                           |
| Jonas Ivens                 | België                | FC Groningen             | Niki Volos                  | Transfervrij, was verhuurd aan RKC Waalwijk            |
| Alexander Jakobsen          | Egypte                | PSV                      | GNK Dinamo Zagreb           | Transfervrij                                           |
| Gaby Jallo                  | Nederland             | Willem II                | FC Emmen                    | Transfervrij                                           |
| Rangelo Janga               | Nederland             | SBV Excelsior            | Omonia Aradippou            | Transfervrij                                           |
| Daryl Janmaat               | Nederland             | Feyenoord                | Newcastle United FC         | Circa € 6.000.000, -                                   |
| Willem Janssen              | Nederland             | FC Twente                | FC Utrecht                  | Was al gehuurd, optie tot koop gelicht                 |
| Ron Janzen                  | Nederland             | FC Groningen             | SC Cambuur                  | Gehuurd                                                |
| Boy de Jong                 | Nederland             | Feyenoord                | PEC Zwolle                  | Transfervrij, Was verhuurd aan SBV Excelsior           |
| Luuk de Jong                | Nederland             | Borussia Mönchengladbach | PSV                         | 5,5 miljoen                                            |
| Siem de Jong                | Nederland             | AFC Ajax                 | Newcastle United FC         |                                                        |
| Bryan Jongeneel             | Nederland             | FC Dordrecht             | Kozakken Boys               | Gehuurd                                                |
| Mathias Jørgensen           | Denemarken            | PSV                      | FC Kopenhagen               | Circa € 700.000, -                                     |
| Anouar Kali                 | Nederland             | Roda JC Kerkrade         | FC Utrecht                  | Transfervrij                                           |
| Moussa Kalisse              | Nederland             | SBV Excelsior            | onbekend                    |                                                        |
| Joeri de Kamps              | Nederland             | AFC Ajax                 | NAC Breda                   | Was verhuurd aan sc Heerenveen                         |
| Omar Kavak                  | Nederland             | Go Ahead Eagles          | onbekend                    |                                                        |
| Colin Kâzım-Richards        | Turkije               | Bursaspor                | Feyenoord                   | Gehuurd met optie tot koop                             |
| Gino van Kessel             | Nederland             | AFC Ajax                 | Athlétic Club Arles-Avignon | Was verhuurd aan AS Trenčín                            |
| Jeffrey Ket                 | Nederland             | FC Dordrecht             | FC Oss                      |                                                        |
| Kevin van Kippersluis       | Nederland             | FC Utrecht               | FC Volendam                 | Transfervrij, was verhuurd aan SBV Excelsior           |
| Andraž Kirm                 | Slovenië              | FC Groningen             | Omonia Nicosia              | Transfervrij                                           |
| Mateusz Klich               | Polen                 | PEC Zwolle               | VfL Wolfsburg               |                                                        |
| Cas Knoester                | Nederland             | NAC Breda                | Rijnsburgse Boys            | Transfervrij                                           |
| Leon de Kogel               | Nederland             | FC Utrecht               | Almere City FC              | Gehuurd, was verhuurd aan VVV-Venlo                    |
| Paul Kok                    | Nederland             | AZ                       | FC Oss                      | Transfervrij, was verhuurd aan Telstar                 |
| Filip Kostić                | Servië                | FC Groningen             | VfB Stuttgart               | € 6.000.000                                            |
| Chiel Kramer                | Nederland             | sc Heerenveen            | FC Eindhoven                | Transfervrij                                           |
| Joost Krijns                | Nederland             | Go Ahead Eagles          | CSV Apeldoorn               | Transfervrij                                           |
| Thomas Kristensen           | Denemarken            | FC Kopenhagen            | ADO Den Haag                | Transfervrij                                           |
| Bojan Krkić                 | Spanje                | AFC Ajax                 | Stoke City FC               | Was gehuurd van FC Barcelona                           |
| Arnold Kruiswijk            | Nederland             | sc Heerenveen            | SBV Vitesse                 | Transfervrij                                           |
| André Krul                  | Nederland             | FC Groningen             | onbekend                    |                                                        |
| Nicky Kuiper                | Nederland             | FC Twente                | onbekend                    |                                                        |
| Bas Kuipers                 | Nederland             | AFC Ajax                 | SBV Excelsior               | Gehuurd                                                |
| Christian Kum               | Nederland             | sc Heerenveen            | FC Utrecht                  | Transfervrij                                           |
| Filip Kurto                 | Polen                 | Roda JC Kerkrade         | FC Dordrecht                | Transfervrij                                           |
| Kasper Kusk                 | Denemarken            | Aalborg BK               | FC Twente                   | Circa € 600.000, -                                     |
| Kees Kwakman                | Nederland             | NAC Breda                | Bidvest Wits                |                                                        |
| Martijn van der Laan        | Nederland             | SC Cambuur               | FC Groningen                | Circa € 460.000, -                                     |
| Rajiv van La Parra          | Nederland             | sc Heerenveen            | Wolverhampton Wanderers     | Transfervrij                                           |
| Darryl Lachman              | Nederland             | PEC Zwolle               | FC Twente                   | Transfervrij                                           |
| Thomas Lam                  | Finland               | AZ                       | PEC Zwolle                  | Transfervrij                                           |
| Kostas Lamprou              | Griekenland           | Feyenoord                | Willem II                   | Gehuurd                                                |
| Denny Landzaat              | Nederland             | Willem II                | -                           | Gestopt                                                |
| Sam Larsson                 | Zweden                | IFK Göteborg             | sc Heerenveen               |                                                        |
| Benjamin van Leer           | Nederland             | PSV                      | Roda JC Kerkrade            | Transfervrij                                           |
| Ramon Leeuwin               | Nederland             | SC Cambuur               | FC Utrecht                  | Transfervrij                                           |
| Stefan van der Lei          | Nederland             | FC Groningen             | FC Emmen                    | Gehuurd                                                |
| Timo Letschert              | Nederland             | Roda JC Kerkrade         | FC Utrecht                  | Gehuurd met optie tot koop                             |
| Thilo Leugers               | Duitsland             | FC Twente                | onbekend                    |                                                        |
| Fernando Lewis              | Nederland             | AZ                       | Go Ahead Eagles             | Gehuurd                                                |
| Mart Lieder                 | Nederland             | RKC Waalwijk             | FC Dordrecht                | Transfervrij                                           |
| Josimar Lima                | Kaapverdië            | Al-Shaab Club            | FC Dordrecht                | Transfervrij                                           |
| Stanislav Lobotka           | Slowakije             | AFC Ajax                 | AS Trenčín                  | Terug van verhuur                                      |
| Youri Loen                  | Nederland             | FC Dordrecht             | Sparta Rotterdam            | Transfervrij, was gehuurd van N.E.C.                   |
| Jody Lukoki                 | Nederland             | AFC Ajax                 | PEC Zwolle                  | Was verhuurd aan SC Cambuur                            |
| Andrija Luković             | Servië                | FK Rad                   | PSV                         |                                                        |
| Jeroen Lumu                 | Nederland             | PFK Ludogorets           | sc Heerenveen               | Transfervrij                                           |
| Anthony Lurling             | Nederland             | sc Heerenveen            | FC Den Bosch                | Transfervrij                                           |
| Dalian Maatsen              | Nederland             | NAC Breda                | MVV Maastricht              |                                                        |
| Calvin Mac-Intosch          | Nederland             | Telstar                  | SC Cambuur                  | Transfervrij                                           |
| Mimoun Mahi                 | Nederland             | Sparta Rotterdam         | FC Groningen                |                                                        |
| Denis Mahmudov              | Macedonië             | PEC Zwolle               | Sparta Rotterdam            | Gehuurd                                                |
| Stefano Magnasco            | Chili                 | FC Groningen             | CD Universidad Católica     |                                                        |
| Marko Maletić               | Bosnië en Herzegovina | VfB Stuttgart            | SBV Excelsior               | Was verhuurd aan FC Oss                                |
| Jurjan Mannes               | Nederland             | FC Twente                | FC Emmen                    | Transfervrij                                           |
| Elvis Manu                  | Nederland             | SC Cambuur               | Feyenoord                   | Terug van verhuur                                      |
| Wouter Marinus              | Nederland             | sc Heerenveen            | PEC Zwolle                  | Transfervrij                                           |
| Johan Mårtensson            | Zweden                | FC Utrecht               | Helsingborgs IF             |                                                        |
| Bruno Martins Indi          | Nederland             | Feyenoord                | FC Porto                    | Circa € 7.700.000, -                                   |
| Tim Matavž                  | Slovenië              | PSV                      | FC Augsburg                 | Circa € 4.000.000, -                                   |
| Patrick ter Mate            | Nederland             | Go Ahead Eagles          | Voorwaarts Twello*          | Transfervrij                                           |
| Justin Mathieu              | Nederland             | Willem II                | FC Oss                      | Gehuurd                                                |
| Jessy Mayele                | Nederland             | FC Dordrecht             | onbekend                    |                                                        |
| Josh McEachran              | Engeland              | Chelsea FC               | SBV Vitesse                 | Gehuurd                                                |
| Robin van der Meer          | Nederland             | ADO Den Haag             | Go Ahead Eagles             | Transfervrij                                           |
| Marko Meerits               | Estland               | SBV Vitesse              | FC Emmen                    | Transfervrij                                           |
| Bas Meeuwissen              | Nederland             | ADO Den Haag             | HBS-Craeyenhout             | Transfervrij                                           |
| Dejan Meleg                 | Servië                | AFC Ajax                 | SC Cambuur                  | Gehuurd                                                |
| Daryl van Mieghem           | Nederland             | Telstar                  | SBV Excelsior               |                                                        |
| Arkadiusz Milik             | Polen                 | Bayer 04 Leverkusen      | AFC Ajax                    | Gehuurd met optie tot koop                             |
| Ryo Miyaichi                | Japan                 | Arsenal FC               | FC Twente                   | Gehuurd                                                |
| Kamohelo Mokotjo            | Zuid-Afrika           | PEC Zwolle               | FC Twente                   |                                                        |
| Paco van Moorsel            | Nederland             | FC Groningen             | N.E.C.                      | Gehuurd, was verhuurd aan SC Cambuur                   |
| Soufian Moro                | Nederland             | FC Utrecht               | PEC Zwolle                  | Transfervrij                                           |
| Jacob Mulenga               | Zambia                | FC Utrecht               | Adana Demirspor             | Transfervrij                                           |
| Robert Mühren               | Nederland             | FC Volendam              | AZ                          |                                                        |
| Robert Murić                | Kroatië               | GNK Dinamo Zagreb        | AFC Ajax                    | Transfervrij                                           |
| Marvelous Nakamba           | Zimbabwe              | AS Nancy                 | SBV Vitesse                 | Transfervrij                                           |
| Furdjel Narsingh            | Nederland             | PEC Zwolle               | SC Cambuur                  | Transfervrij                                           |
| Sven Nieuwpoort             | Nederland             | AFC Ajax                 | Go Ahead Eagles             | Was verhuurd aan Almere City FC                        |
| Marcus Nilsson              | Zweden                | FC Utrecht               | Kalmar FF                   | Was al gehuurd                                         |
| Tomáš Necid                 | Tsjechië              | FK CSKA Moskou           | PEC Zwolle                  | Gehuurd                                                |
| Andries Noppert             | Nederland             | sc Heerenveen            | NAC Breda                   | Transfervrij                                           |
| Viktor Noring               | Zweden                | FK Bodø/Glimt            | sc Heerenveen               | Transfervrij                                           |
| Nana Ntuli                  | Zuid-Afrika           | Orlando Pirates FC       | FC Twente                   |                                                        |
| Erwin Nuytinck              | Nederland             | SBV Excelsior            | Alphense Boys               | Transfervrij                                           |
| Uche Nwofor                 | Nigeria               | sc Heerenveen            | K. Lierse SK*               | Transfervrij, was gehuurd van VVV-Venlo                |
| Denys Oliynyk               | Oekraïne              | Dnipro Dnipropetrovsk    | SBV Vitesse                 | Transfervrij                                           |
| Peter van Ooijen            | Nederland             | PSV                      | Go Ahead Eagles             | Transfervrij                                           |
| Tom Oostinjen               | Nederland             | Go Ahead Eagles          | GVVV                        | Transfervrij                                           |
| Tufan Özbozkurt             | Turkije               | PSV                      | Konyaspor                   | Transfervrij                                           |
| Joris van Overeem           | Nederland             | AZ                       | FC Dordrecht                | Gehuurd                                                |
| Willie Overtoom             | Kameroen              | AZ                       | SV Zulte Waregem            | Transfervrij                                           |
| Sergio Padt                 | Nederland             | AA Gent                  | FC Groningen                |                                                        |
| Elroy Pappot                | Nederland             | FC Utrecht               | Fortuna Sittard             | Gehuurd                                                |
| Park Ji-sung                | Zuid-Korea            | PSV                      | -                           | Gestopt, was gehuurd van Queens Park Rangers           |
| Remko Pasveer               | Nederland             | Heracles Almelo          | PSV                         | Transfervrij                                           |
| Marcus Pedersen             | Noorwegen             | SBV Vitesse              | Brann Bergen                | Was verhuurd aan Barnsley FC                           |
| Graziano Pellè              | Italië                | Feyenoord                | Southampton FC              | Circa € 8 mln, -                                       |
| Joey Pelupessy              | Nederland             | FC Twente                | Heracles Almelo             |                                                        |
| Cas Peters                  | Nederland             | FC Twente                | FC Emmen                    |                                                        |
| Kristoffer Peterson         | Zweden                | Liverpool FC             | FC Utrecht                  |                                                        |
| Guyon Philips               | Nederland             | Go Ahead Eagles          | FC Volendam                 | Gehuurd, was verhuurd aan FC Oss                       |
| Lucas Piazon                | Brazilië              | SBV Vitesse              | Eintracht Frankfurt         | Doorverhuur door Chelsea FC                            |
| Rydell Poepon               | Nederland             | ADO Den Haag             | Valenciennes FC             | Was verhuurd aan NAC Breda                             |
| Joran Pot                   | Nederland             | Go Ahead Eagles          | Excelsior '31               | Transfervrij                                           |
| Michael Potkamp             | Nederland             | FC Dordrecht             | Kozakken Boys               |                                                        |
| Christian Poulsen           | Denemarken            | AFC Ajax                 | FC Kopenhagen*              | Transfervrij                                           |
| Quincy Promes               | Nederland             | FC Twente                | Spartak Moskou              |                                                        |
| Kwame Quansah               | Ghana                 | Heracles Almelo          | onbekend                    |                                                        |
| Kaj Ramsteijn               | Nederland             | Feyenoord                | CS Marítimo                 | Transfervrij, was verhuurd aan Sparta Rotterdam        |
| Etiënne Reijnen             | Nederland             | AZ                       | SC Cambuur                  | Transfervrij                                           |
| Jules Reimerink             | Nederland             | VVV-Venlo                | Go Ahead Eagles             |                                                        |
| Ronnie Reniers              | Nederland             | PEC Zwolle               | KFC Dessel Sport            | Transfervrij                                           |
| Daniël de Ridder            | Nederland             | RKC Waalwijk             | SC Cambuur                  | Transfervrij                                           |
| Steve De Ridder             | België                | FC Utrecht               | FC Kopenhagen               | Circa € 2.000.000, -                                   |
| Ben Rienstra                | Nederland             | Heracles Almelo          | PEC Zwolle                  | Transfervrij                                           |
| Marcel Ritzmaier            | Oostenrijk            | SC Cambuur               | PSV                         | Terug van verhuur                                      |
| Sergio Rochet               | Uruguay               | Danubio FC               | AZ                          |                                                        |
| Roberto Rosales             | Venezuela             | FC Twente                | Málaga CF                   | Transfervrij                                           |
| Mikhail Rosheuvel           | Nederland             | Heracles Almelo          | AZ                          | Terug van verhuur                                      |
| Nils Röseler                | Duitsland             | FC Twente                | Chemnitzer FC               | Transfervrij                                           |
| Rubio Mendez Rubin          | Verenigde Staten      | Westside Timbers         | FC Utrecht                  | Transfervrij                                           |
| Andjelo Rudovic             | Montenegro            | FK Mogren Budva          | PSV                         |                                                        |
| Bryan Ruiz                  | Costa Rica            | PSV                      | Fulham FC                   | Terug van verhuur                                      |
| Albert Rusnák               | Slowakije             | Manchester City FC       | SC Cambuur                  | Gehuurd voor half seizoen                              |
| Lesly de Sa                 | Nederland             | AFC Ajax                 | Go Ahead Eagles             | Gehuurd                                                |
| Ben Sahar                   | Israël                | Hertha BSC               | Willem II                   | Transfervrij                                           |
| Zia Sakirovski              | Zweden                | Malmö FF                 | AZ                          |                                                        |
| Adam Sarota                 | Australië             | FC Utrecht               | Brisbane Roar FC            | Gehuurd                                                |
| Alex Schalk                 | Nederland             | NAC Breda                | Go Ahead Eagles             | Transfervrij, was verhuurd aan PSV                     |
| Bob Schepers                | Nederland             | FC Utrecht               | SC Cambuur                  | Transfervrij, was al gehuurd                           |
| Doke Schmidt                | Nederland             | Go Ahead Eagles          | sc Heerenveen               | Terug van verhuur                                      |
| Oebele Schokker             | Nederland             | FC Emmen                 | SC Cambuur                  | Terug van verhuur                                      |
| Esmat Shanwary              | Nederland             | FC Utrecht               | Achilles '29                | Transfervrij                                           |
| Bas Sibum                   | Nederland             | Waasland-Beveren         | Heracles Almelo             | Transfervrij                                           |
| Joey Sleegers               | Nederland             | Feyenoord                | FC Eindhoven                | Gehuurd                                                |
| Donovan Slijngard           | Nederland             | Sparta Rotterdam         | SC Cambuur                  | Transfervrij                                           |
| Genaro Snijders             | Nederland             | FC Dordrecht             | FC Oss                      | Transfervrij                                           |
| Daniël van Son              | Nederland             | FC Utrecht               | FC Volendam                 | Transfervrij                                           |
| Kevin Spanjaard             | Nederland             | Go Ahead Eagles          | HSC '21                     | Transfervrij                                           |
| Fabian Sporkslede           | Nederland             | AFC Ajax                 | Willem II                   | Gehuurd                                                |
| Isak Ssewankambo            | Zweden                | Chelsea FC               | NAC Breda                   | Transfervrij                                           |
| Sebastian Steblecki         | Polen                 | Cracovia Kraków          | SC Cambuur                  |                                                        |
| Matthew Steenvoorden        | Nederland             | FC Dordrecht             | Feyenoord                   | Terug van verhuur                                      |
| Jens Jurn Streutker         | Nederland             | Heracles Almelo          | sc Heerenveen               | Terug van verhuur                                      |
| Romano van der Stoep        | Nederland             | FC Utrecht               | Sparta Rotterdam            | Transfervrij                                           |
| Sander van de Streek        | Nederland             | SBV Vitesse              | SC Cambuur                  | Transfervrij                                           |
| Frank van der Struijk       | Nederland             | SBV Vitesse              | Willem II                   | Transfervrij                                           |
| Rick Stuy van den Herik     | Nederland             | NAC Breda                | FC Oss                      | Transfervrij                                           |
| Christian Supusepa          | Nederland             | ADO Den Haag             | CSKA Sofia                  | Transfervrij                                           |
| Ruud Swinkels               | Nederland             | Willem II                | onbekend                    |                                                        |
| Dušan Tadić                 | Servië                | FC Twente                | Southampton FC              | Circa € 10.000.000, -                                  |
| Muamer Tanković             | Zweden                | Fulham FC                | AZ                          | Transfervrij                                           |
| Kenny Teijsse               | Nederland             | FC Utrecht               | Sparta Rotterdam            | Gehuurd, was verhuurd aan Helmond Sport                |
| Morten Thorsby              | Noorwegen             | Stabæk Fotball           | sc Heerenveen               |                                                        |
| Cătălin Țîră                | Roemenië              | ADO Den Haag             | FC Brașov                   | Transfervrij                                           |
| Jens Toornstra              | Nederland             | FC Utrecht               | Feyenoord                   |                                                        |
| Mike Tros                   | Nederland             | ADO Den Haag             | Haaglandia*                 | Transfervrij                                           |
| Przemysław Tytoń            | Polen                 | PSV                      | Elche CF                    | Gehuurd met optie tot koop                             |
| Mark Uth                    | Duitsland             | Heracles Almelo          | sc Heerenveen               | Terug van verhuur                                      |
| Brian Vandenbussche         | België                | sc Heerenveen            | AA Gent                     | Transfervrij                                           |
| Lars Veldwijk               | Nederland             | SBV Excelsior            | Nottingham Forest           | Circa € 600.000, -                                     |
| Mitch van der Ven           | Nederland             | Willem II                | FC Eindhoven                | Transfervrij                                           |
| Danny Verbeek               | Nederland             | Standard Luik            | FC Utrecht                  | Gehuurd met optie tot koop, was verhuurd aan NAC Breda |
| Hobie Verhulst              | Nederland             | AZ                       | MVV Maastricht              | Transfervrij                                           |
| Kenneth Vermeer             | Nederland             | AFC Ajax                 | Feyenoord                   |                                                        |
| Vinnie Vermeer              | Nederland             | FC Eindhoven             | NAC Breda                   | Transfervrij                                           |
| Nick Viergever              | Nederland             | AZ                       | AFC Ajax                    | Circa € 2.000.000, -                                   |
| Wimilio Vink                | Nederland             | SBV Vitesse              | MVV Maastricht              | Transfervrij                                           |
| Peter van der Vlag          | Nederland             | FC Emmen                 | FC Groningen                |                                                        |
| Theo Vogelsang              | Duitsland             | PEC Zwolle               | SV Meppen                   | Transfervrij                                           |
| Ruud Vormer                 | Nederland             | Feyenoord                | Club Brugge                 |                                                        |
| Rick ten Voorde             | Nederland             | SC Paderborn 07          | FC Dordrecht                | Gehuurd                                                |
| Niek Vossebelt              | Nederland             | Willem II                | FC Emmen*                   | Transfervrij                                           |
| Johnny de Vries             | Nederland             | SC Cambuur               | WKE                         | Transfervrij                                           |
| Stefan de Vrij              | Nederland             | Feyenoord                | SS Lazio                    |                                                        |
| Wallace Oliveira dos Santos | Brazilië              | Chelsea FC               | SBV Vitesse                 | Gehuurd                                                |
| Tom van Weert               | Nederland             | FC Den Bosch             | SBV Excelsior               | Transfervrij                                           |
| Wout Weghorst               | Nederland             | FC Emmen                 | Heracles Almelo             | Transfervrij                                           |
| Leon ter Wielen             | Nederland             | PEC Zwolle               | Achilles '29                | Transfervrij                                           |
| Giliano Wijnaldum           | Nederland             | FC Groningen             | Go Ahead Eagles             |                                                        |
| Yanic Wildschut             | Nederland             | sc Heerenveen            | Middlesbrough FC            | Was verhuurd aan ADO Den Haag                          |
| Luke Wilkshire              | Australië             | Dinamo Moskou            | Feyenoord                   | Transfervrij                                           |
| Peter Wisgerhof             | Nederland             | FC Twente                | -                           | Gestopt                                                |
| Sem de Wit                  | Nederland             | FC Dordrecht             | ADO Den Haag                | Direct terug verhuurd                                  |
| Jurjan Wouda                | Nederland             | RKC Waalwijk             | SC Cambuur                  | Transfervrij                                           |
| Lucas Woudenberg            | Nederland             | SBV Excelsior            | Feyenoord                   | Terug van verhuur                                      |
| Renan Zanelli               | Brazilië              | Willem II                | FC Oss                      | Gehuurd                                                |
| Simon van Zeelst            | Nederland             | Willem II                | RKC Waalwijk                | Gehuurd                                                |
| Niki Zimling                | Denemarken            | 1. FSV Mainz 05          | AFC Ajax                    | Gehuurd met optie tot koop                             |
| Richairo Živković           | Nederland             | FC Groningen             | AFC Ajax                    | Circa € 1.900.000, -                                   |
| Hakim Ziyech                | Nederland             | sc Heerenveen            | FC Twente                   |                                                        |
| Ramon Zomer                 | Nederland             | sc Heerenveen            | Heracles Almelo             | Transfervrij                                           |
| Felitciano Zschusschen      | Nederland             | FC Dordrecht             | FC Twente                   | Terug van verhuur                                      |
| Michael Zullo               | Australië             | Adelaide United          | FC Utrecht                  | Terug van verhuur                                      |
| Martijn de Zwart            | Nederland             | ADO Den Haag             | Quick Boys                  | Transfervrij                                           |

*Het contract van deze speler werd beëindigd binnen de Nederlandse transferperiode, het contract met de nieuwe club werd getekend na de Nederlandse transferdeadline.